# جروم آلن (بازیکن بسکتبال)
جروم آلن (انگلیسی: Jerome Allen؛ زادهٔ ۲۸ ژانویهٔ ۱۹۷۳) بازیکن بسکتبال اهل ایالات متحده آمریکا است.
از باشگاه‌هایی که در آن بازی کرده‌است می‌توان به مینه‌سوتا تیمبرولوز، ایندیانا پیسرز، دنور ناگتس، و ویرتوس رم اشاره کرد.
وی در مسابقات کشوری و بین‌المللی در مجموع برندهٔ ۱ مدال برنز شده‌است.